# Фанагорийское
Фанагорийское — село в муниципальном образовании «город Горячий Ключ» Краснодарского края. Входит в состав Безымянного сельского округа.

## География
Селение расположено в горно-лесной зоне, на берегу реки Чепси, у места её впадения в Псекупс. Находится в 22 км к югу от города Горячий Ключ и в 75 км от Краснодара.
Действует железнодорожная платформа Фанагорийская (на отрезке Горячий Ключ — Туапсе), расположенная в 2 км севернее села, на противоположном берегу реки Псекупс.
В окрестностях села расположены гора Фонарь и Большая Фанагорийская пещера.

## История
Село Фанагорийское основано не позже 1881 года.

## Население
| 2002 | 2010 |
| ---- | ---- |
| 462  | ↗515 |

## Улицы
- ул. Дорожная
- ул. Железнодорожная
- ул. Калинина
- ул. Лесная
- ул. Лесная Караулка
- ул. Подгорная
- ул. Садовая
- ул. Фанагорийское
- ул. Школьная